# Otto II van Brunswijk-Osterode
Otto II van Brunswijk-Osterode (circa 1396 - 1452) was van 1421 tot aan zijn dood hertog van Brunswijk-Osterode. Hij behoorde tot het huis Welfen.

## Levensloop
Otto was de zoon van hertog Frederik I van Brunswijk-Osterode en diens echtgenote Adelheid, dochter van vorst Bernhard V van Anhalt-Bernburg. Na de dood van zijn vader in 1421 erfde hij het hertogdom Brunswijk-Osterode en de district Herzberg am Harz.
In 1408 werd hij benoemd tot proost van de Sint-Alexanderkerk in Einbeck. Na de dood van zijn neef Erik werd hij in 1427 regent van het hertogdom Brunswijk-Grubenhagen voor diens drie zonen. In 1437 kwam zijn regentschap ten einde toen de oudste zoon Hendrik III volwassen werd verklaard. 
Tussen 18 juli en 22 september 1414 huwde Otto II met de veel oudere Schonetta (overleden in 1436), dochter van graaf Johan I van Nassau-Weilburg en weduwe van graaf Hendrik van Homburg. Het huwelijk bleef kinderloos. Otto had wel een buitenechtelijke zoon bij een onbekende maîtresse:
- Otto, priester (1444-1463) en kanunnik (1444-1459) in Brunswijk.

In 1452 stierf Otto na een bewind van 31 jaar. Omdat hij geen wettige nakomelingen had, gingen zijn domeinen naar het hertogdom Brunswijk-Grubenhagen.